# L'Histoire très bonne et très joyeuse de Colinot Trousse-Chemise
Pour plus de détails, voir Fiche technique et Distribution.
L'Histoire très bonne et très joyeuse de Colinot Trousse-Chemise est un film français de Nina Companeez, sorti en 1973. Il s’agit de la dernière apparition en tant qu’actrice de Brigitte Bardot.

## Synopsis
Au Moyen Age, Colinot, un jeune paysan, pas très fort ni très malin mais plutôt séduisant - (Francis Huster), s’est décidé à épouser Bergamotte. Le jeune homme voit alors sa fiancée enlevée par trois bandits de grand chemin. Il part à sa recherche. Une quête qui le conduit vers un grand nombre de jeunes et jolies femmes.

## Fiche technique
- Titre : L'Histoire très bonne et très joyeuse de Colinot Trousse-Chemise
- Réalisation : Nina Companeez
- Scénario : Nina Companeez
- Photographie : Ghislain Cloquet
- Producteur : Mag Bodard • Édouard Garrouste
- Société de production : Parc Films (Paris) • PEFC (Paris) • PIC (Rome)
- Assistants opérateurs : Jean-Jérôme Carcopino • Jacques Renard
- Son : André Hervée
- Assistant son : Gérard Manneveau
- Montage : Raymonde Guyot
- Assistants montage : Nicole Allouche • Annie Edgard-Rosa • Dorothée Blanck
- Musique : Guy Bontempelli
- Arragements : Bruno Bontempelli
- Bruitage : Robert Pouret
- Mixage :  Alex Pront
- Auditorium : Dames Augustines
- Décors : Claude Pignot
- Assistant décors : Jean Forestier
- Costumes : Anne-Marie Marchand • Laurence Brignon
- Postiches  : Huguette Lalaurette
- Habilleuses  : Magali Fustier • Marguerite Brachet
- Maquillage : Alexandre Marcus • Maguy Vernadet • Mimi Chaperon
- Coiffure : Bruno Pittini
- Chef électricien : Pierre Cornier
- Chef machiniste : Michel Gesbert
- Directeur de production : Philippe Dussart • Charlotte Fraisse
- Régie : François Menny • Patrick Poubel • Émilienne Pecqueur
- Régie d'extérieurs : Roger Joint
- Accessoiristes : Jean Catala • Marcel Vantieghem
- Assistants réalisateurs : Jean Lefèvre • Christiane Peratto
- Script : Claudine Taulère
- Chorégraphe : Jacques Alberka
- Conseiller cascades : Claude Carliez
- Conseiller équestre : François Nadal
- Photographe de plateau : Alain Fonteray
- Société de distribution : Warner Bros.
- Pays de production :  France,  Italie
- Langue originale : français
- Dates de tournage : 3 mai - 2 juillet 1973[1]
- Lieux de tournage : Carsac-Aillac . Saint-Cybranet • Sarlat-la-Canéda (Dordogne)
- Durée : 105 minutes
- genre : comédie
- Format : couleur (Eastmancolor) - 35 mm - Laboratoires Éclair
- Dates de sortie : 
  - France : 25 octobre 1973 - affiche de René Ferracci
  - Italie : 17 mai 1974
  - Portugal : 19 septembre 1974
- Autres titres connus :
  - France : Colinot (titre court)
  - Italie : Colinot l'alzasottane
  - Espagne : La divertida historia de Colinot
  - États-Unis : The Edifying and Joyous Story of Colinot
- Affiche : René Ferracci (France)

## Distribution
- Francis Huster : Colinot
- Brigitte Bardot : Arabelle
- Nathalie Delon : Bertrade
- Bernadette Lafont : Rosemonde
- Ottavia Piccolo : Bergamotte
- Francis Blanche : Thibaud, le vagabond
- Alice Sapritch : Dame Blanche
- Muriel Catala : Blandine
- Jean-Claude Drouot : Mesnil-Plassac
- Julien Guiomar : le mari de Rosemonde
- Jean Le Poulain : Frère Albaret
- Paul Müller : Frère Hugo
- Rufus : Gagnepain
- Henri Tisot : Tournebœuf
- Guy Grosso : Lucas
- Michel Modo : Frère Robichon
- Claude Brosset : l'aubergiste
- Catherine Lachens : la paysanne
- André Thorent : le sire de Plassac
- Maurice Barrier : le Marieur
- Guy Bontempelli : le troubadour
- Mike Marshall : un seigneur
- Laurent Vergez : un chevalier
- Patricia Lesieur : une dame de compagnie d'Arabelle
- Anne Kreis : une dame de compagnie d'Arabelle
- Marie Keime : une dame de compagnie d'Arabelle
- Monita Derrieux : une dame de compagnie d'Arabelle
- Antoine Baud : le Borgne
- Yves Elliot : Lord Aubin
- François Florent : Lord Corentin
- Philippe Duclos
- Christine Simon : la vendeuse de dentelles
- Évelyne Buyle : une dame de compagnie de Rosemonde
- Marie-Georges Pascal : une dame de compagnie de Rosemonde
- Chantal Denoyer
- Léonor
- Yves Le Moign'
- André Lacombe : un paysan
- Gérard Lacelle
- Muriel Lieussou
- André Badin : le bourgeois
- Paulette Frantz : la bourgeoise
- Jacques Canselier : la bourgeoise
- Gaëtan Bazagier : un moine
- François Nadal : un moine
- Philippe : le héraut
- Barbara Huster

- les cascadeurs de Claude Carliez et le groupe folklorique « les Buissonniers »

## Autour du film
- Dernier film de Brigitte Bardot.
- Le film révéla au public Muriel Catala et Nathalie Delon.